# Allgemeines Staatsverfassungs-Archiv
Allgemeines Staatsverfassungs-Archiv – Zeitschrift für Theorie und Praxis gemässigter Regierungsformen erschien in den Jahren 1816 und 1817 in drei Bänden. Herausgeber war der deutsche Historiker Heinrich Luden, der die Zeitschrift im Verlag des Landes-Industrie-Comptoirs in Weimar veröffentlichte.

## Geschichte und Inhalt
Das Allgemeine Staatsverfassungs-Archiv war von Heinrich Luden als Ergänzung zu der von ihm ebenfalls herausgegebenen Zeitschrift „Nemesis“ gedacht. Es wurden Einzelhefte publiziert; wobei je vier Hefte zu einem Band mit einem abschließenden Inhaltsverzeichnis zusammengefasst wurden.
Die Publikation verfolgte die Idee, eine nähere Betrachtung „ständischer, gemäßigter Verfassungen“, die im deutschen Raum seit dem „Sturz der Französischen Zwangsherrschaft“ entwickelt wurden, vorzunehmen. Hauptziel der Zeitschrift war es, dem „Staatsmann“ eine allgemeine Informationsquelle zu bieten, die auch Urkunden und Abhandlungen publizieren wollte. Dabei sollte auch betrachtet werden, „was in anderen Ländern für die Erfüllung des heiligen Verlangens dieser Zeit geschieht, wie es aufgenommen wird, und wie es wirkt“ und welche Bestrebungen es gab, „gemäßigte Regierungsformen zu errichten oder zu unterdrücken, zu verbessern oder zu verschlechtern“.
Die in der Zeitschrift veröffentlichten Beiträge dokumentieren letztlich auch Ludens großes Interesse an verfassungsrechtlichen Fragestellungen.